# 徐公遴
徐公遴（1514年—？），字舉之，號儀岡，浙江衢州府開化縣人，民籍，明朝政治人物。

## 生平
嘉靖二十二年（1543年）癸卯科浙江鄉試第二十三名舉人。嘉靖二十三年（1544年）聯捷甲辰科會試第一百六十一名，登第三甲第一百六十二名進士。授推官，二十九年九月选授兵科給事中，三十一年五月劾奏戶部尚書孫應奎粗疏自用，大同巡撫于敖哀病曠職宜罷，應奎調南京工部，敖禠職冠帶闲住。三十二年閏三月升吏科右，九月升本科左，後乞终养归乡。四十五年十一月起升刑科都給事中，穆宗即位，劾罢翰林院侍讲学士王大任、姜儆，隆庆元年（1567年）三月升太僕寺少卿，五月改太常寺少卿、提督四夷馆，七月升南京光禄寺卿，三年正月以考察調外任。

## 家族
曾祖徐緜，壽官；祖父徐璽，義官；父徐文湂，母余氏。慈侍下。